# Tibellus cucurbitus
Tibellus cucurbitus es una especie de araña cangrejo del género Tibellus, familia Philodromidae. Fue descrita científicamente por Yang, Zhu & Song en 2005.

## Distribución
Esta especie se encuentra en China.